# Wereldkampioenschappen schaatsen afstanden 2013 - 1500 meter vrouwen
De 1500 meter vrouwen op de wereldkampioenschappen schaatsen afstanden 2013 werd gereden op vrijdag 22 maart 2013 in het ijsstadion Adler Arena in Sotsji, Rusland.
Ireen Wüst werd vooraf gezien als de favoriete en ze won ook met grote overmacht.

## Plaatsing
De regels van de ISU schrijven voor dat er maximaal 24 schaatssters zich plaatsen voor het WK op deze afstand. Geplaatst zijn de beste veertien schaatssters van het wereldbekerklassement, aangevuld met de tien tijdsnelsten waarbij alleen tijden gereden in de wereldbeker of op het wereldkampioenschap allround meetellen. Achter deze 24 namen wordt op tijdsbasis nog een reservelijst van maximaal zes namen gemaakt.
Aangezien het aantal deelnemers per land beperkt is beperkt tot een maximum van drie, telt de vierde (en vijfde etc.) schaatsster per land niet mee voor het verloop van de ranglijst. Het is aan de nationale bonden te beslissen welke van hun schaatssters, mits op de lijst, naar het WK afstanden worden afgevaardigd.
Deze afstand had te kampen met meerdere afzeggingen waardoor er maar negen ritten werden gereden in plaats van de geplande twaalf. Stayers Martina Sáblíková en Claudia Pechstein sloegen de 1500 over om zich op de 5000 meter te richten en sprinters als Heather Richardson, Brittany Bowe en Zhang Hong sloegen de 1500 over om hun krachten te sparen voor de 1000 en 500 meter. Ook namens Japan, dat drie startbewijzen had verdiend, kwam slechts één vrouw aan de start. Alleen de Amerikaanse Anna Ringsred vulde van de zes reservisten een plaats in van de zeven vrijgekomen plaatsen.

## Statistieken

### Uitslag
| #      | Naam                     | Land | Tijd       |
| ------ | ------------------------ | ---- | ---------- |
| Goud   | Ireen Wüst               | NED  | 1.55,38    |
| Zilver | Lotte van Beek           | NED  | 1.58,02    |
| Brons  | Christine Nesbitt        | CAN  | 1.58,07    |
| 4      | Diane Valkenburg         | NED  | 1.58,37    |
| 5      | Kali Christ              | CAN  | 1.58,69    |
| 6      | Karolína Erbanová        | CZE  | 1.59,02(1) |
| 7      | Joelia Skokova           | RUS  | 1.59,02(7) |
| 8      | Brittany Schussler       | CAN  | 1.59,04    |
| 9      | Katarzyna Bachleda-Curuś | POL  | 1.59,13    |
| 10     | Monique Angermüller      | GER  | 1.59,14    |
| 11     | Kim Bo-reum              | KOR  | 1.59,15    |
| 12     | Ida Njåtun               | NOR  | 1.59,31    |
| 13     | Miho Takagi              | JPN  | 1.59,55    |
| 14     | Jekaterina Lobysjeva     | RUS  | 1.59,72    |
| 15     | Jekaterina Sjichova      | RUS  | 2.00,24    |
| 16     | Luiza Złotkowska         | POL  | 2.00,44    |
| 17     | Natalia Czerwonka        | POL  | 2.00,84    |
| 18     | Anna Ringsred            | USA  | 2.04,10    |

### Loting
| Rit | Binnenbaan               | Buitenbaan           |
| --- | ------------------------ | -------------------- |
| 1   | Luiza Złotkowska         | Anna Ringsred        |
| 2   | Miho Takagi              | Monique Angermüller  |
| 3   | Joelia Skokova           | Karolína Erbanová    |
| 4   | Ida Njåtun               | Kim Bo-reum          |
| 5   | Brittany Schussler       | Natalia Czerwonka    |
| 6   | Jekaterina Sjichova      | Kali Christ          |
| 7   | Katarzyna Bachleda-Curuś | Jekaterina Lobysjeva |
| 8   | Ireen Wüst               | Christine Nesbitt    |
| 9   | Diane Valkenburg         | Lotte van Beek       |

1996 · 
1997 · 
1998 · 
1999 · 
2000 · 
2001 · 
2003 · 
2004 · 
2005 · 
2007 · 
2008 · 
2009 · 
2011 · 
2012 · 
2013 · 
2015 · 
2016 · 
2017 · 
2019 · 
2020 · 
2021 · 
2023 · 
2024 · 
2025